# Чифлик (община Щип)
Вижте пояснителната страница за други значения на Чифлик.
Чифлик (на македонска литературна норма: Чифлик) е село в община Щип, Северна Македония.

## География
Селото е разположено на 10 километра южно от Щип в западните склонове на Плачковица.
Според преброяването от 2002 година селото има 7 жители, всички северномакедонци.